# 新魯德尼亞 (盧吉尼區)
51°6′21″N 28°19′1″E / 51.10583°N 28.31694°E
新魯德尼亞（烏克蘭語：Нова Рудня），是烏克蘭北部的村莊，隸屬日托米爾州的科羅斯滕區。該村始建於1888年，面積0.94平方公里，海拔高度183米，2001年人口123，人口密度每平方公里130.85人。